# Kaposmérő, Somogy
Kaposmérő  este un sat în districtul Kaposvár, județul Somogy, Ungaria, având o populație de 2.472 de locuitori (2011). 

## Demografie
Componența etnică a satului Kaposmérő
     Maghiari (94,19%)
     Romi (3,93%)
     Necunoscut (0,56%)
     Alții (1,32%)
Componența confesională a satului Kaposmérő
     Romano-catolici (50,93%)
     Reformați (12,82%)
     Fără religie (12,7%)
     Luterani (1,09%)
     Necunoscută (21,56%)
     Atei (0,89%)
     Alte religii (1,42%)
Conform recensământului din 2011, satul Kaposmérő avea 2.472 de locuitori. Din punct de vedere etnic, majoritatea locuitorilor (94,19%) erau maghiari, cu o minoritate de romi (3,93%). Apartenența etnică nu este cunoscută în cazul a 0,56% din locuitori.  Din punct de vedere confesional, majoritatea locuitorilor (50,93%) erau romano-catolici, existând și minorități de reformați (12,82%), persoane fără religie (12,7%) și luterani (1,09%). Pentru 21,56% din locuitori nu este cunoscută apartenența confesională.